# 蛙嘴龍屬
蛙嘴龍屬又譯無顎龍、蛙嘴翼龍或無尾頜翼龍，是種小型翼龍類，屬於喙嘴翼龍亞目蛙嘴龍科，生存於侏儸紀晚期（提通階）的歐洲，接近1億5080萬年前到1億4850萬年前。
蛙嘴龍是在1923年由路德維希·杜特萊因（Ludwig Döderlein）敘述、命名。目前的唯一種是模式種阿蒙氏蛙嘴龍（A. ammoni）。屬名在古希臘文意為「沒有尾巴的頜部」，意指這種翼龍類的尾部短小，與其他喙嘴翼龍亞目相比相當獨特；種名ammoni則是紀念巴伐利亞地質學家路德維希·馮·阿蒙（Ludwig von Ammon），他在1922年發現些翼龍類化石。

## 化石與特徵

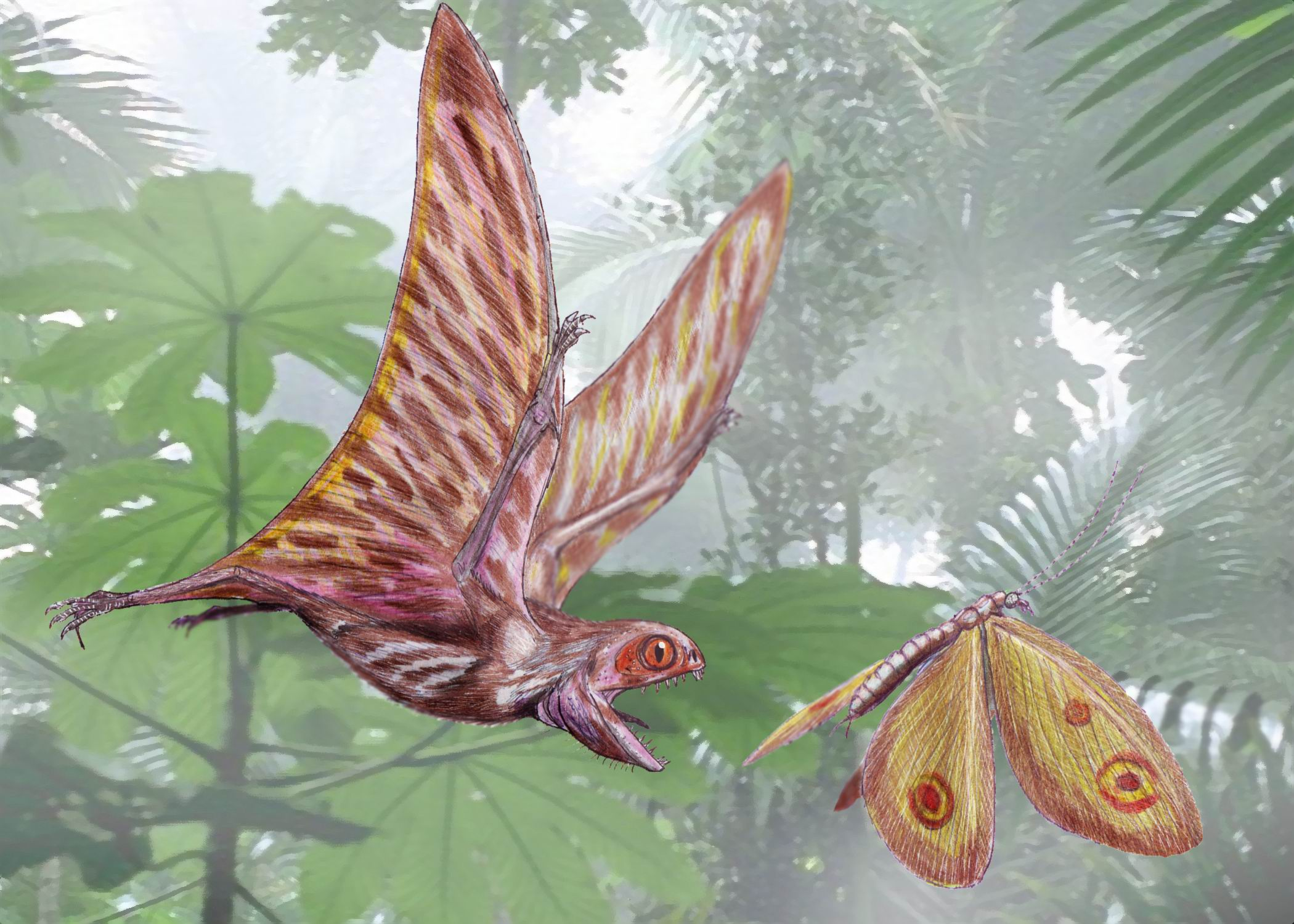
蛙嘴龍的復原圖，正在獵食脈翅目的麗蛉（Kalligramma）

蛙嘴龍的正模標本（編號BSP 1922.I.42）是在1922年發現於德國巴伐利亞州的索倫霍芬石灰岩層（Solnhofen limestone）。這個身體骨骼化石相當完整，但部分骨頭經過壓碎。化石位於一塊石塊上，相對應的石塊已遺失。但化石所處石塊帶有遺失骨頭的凹痕，可辨識出其餘部位的特徵。
蛙嘴龍擁有短頭部，針狀牙齒適合捕抓昆蟲。雖然蛙嘴龍傳統上被分類於長尾巴的喙嘴翼龍亞目，但牠們的尾巴相當地短，使得牠們從樹上飛下捕抓獵物時有更高機動性。杜特萊因根據尾巴痕跡外形，提出蛙嘴龍的尾巴較短，形狀類似現代鳥類的尾綜骨。蛙嘴龍的第五腳趾延長、頸部短、掌骨短…等特徵，類似典型的喙嘴翼龍科。蛙嘴龍的身長約為9公分，翼展寬約50公分，體重可能只有數公克。在2008年，古生物學家馬克·維頓（Mark Paul Witton）重新估計蛙嘴龍的翼展約35公分，體重約40公克。在1975年，彼得·沃爾赫費爾（Peter Wellnhofer）重新研究蛙嘴龍的正模標本。
近年出現第二個蛙嘴龍標本的消息，這個新標本位於兩塊相對應的石塊上，被賣給私人收藏者，因此都沒有官方的正式標本編號。在2007年，克里斯多佛·班尼特（S. Christopher Bennett）獲得並研究這個標本。與正模標本相比，這個新標本較為完整、關節連結狀態較好，而體型較小，可能是亞成年個體。經過紫外線照射檢驗後，研究人員辨識出手臂、大腿的肌肉組織，以及大面積的翼膜痕跡。這個蛙嘴龍的新標本顯示更多身體特徵資訊。蛙嘴龍的頭顱骨短而寬廣，寬度大於長度。班尼特指出，彼得·沃爾赫費爾在重建蛙嘴龍頭顱骨時發生錯誤，沃爾赫費爾將大型眼眶當成眶前孔；在大部分翼龍類，眶前孔比眼眶還大，但蛙嘴龍的眶前孔較小，而且眶前孔、鼻孔位於平坦口鼻部的前段。蛙嘴龍的眼眶稍微朝前，因此具有某種程度的立體視覺。蛙嘴龍的頭顱骨骨頭，大部分是細緻的骨棒所構成。這個新標本沒有尾綜骨，不同於杜特萊因的最初推測。尾巴的九節尾椎沒有癒合跡象，但每節尾椎非常短。雙翼骨頭缺乏第五指骨。班尼特根據翼膜痕跡，指出蛙嘴龍的翼膜連接至腳踝，因此雙翼短而寬廣。班尼特也重新研究正模標本，假設頜部骨頭的突出部是毛的附著處，蛙嘴龍生前的口鼻部具有數根短鬃毛。
根據杜特萊因的原始研究，蛙嘴龍的雙翼長，是種行動迅速的飛行動物，可用迅速飛行突襲捕捉獵物，類似現代夜鷹科。班尼特根據新標本，提出蛙嘴龍的雙翼較短，加上其尾巴短，蛙嘴龍其實是飛行速度緩慢的動物。蛙嘴龍的眼睛大，適合測量與獵物之間的距離，加上其翼部關節有高度靈活性，班尼特推測蛙嘴龍是慢速捕捉獵物的飛行動物。
在1937年，Oskar Kuhn將蛙嘴龍歸類於蛙嘴龍科。在近年翼龍類的分類學研究，蛙嘴龍科包含蛙嘴龍、蛙頜翼龍、樹翼龍、熱河翼龍等屬。

## 大眾文化
蛙嘴龍出現於英國的電視節目《與恐龍共舞》（Walking with Dinosaurs）的第二集。在節目中，蛙嘴龍被描述成與梁龍有互惠共生關係，牠們以梁龍皮膚上的寄生昆蟲為食。這個假設的互生關係非常類似現代的鳳頭卡拉鷹。蛙嘴龍也出現在《與恐龍共舞》的特別節目《異特龍之謎》（The Ballad of Big Al）。
蛙嘴龍也出現在英國獨立電視台的科幻節目《遠古入侵》（Primeval）第五集。在節目中，蛙嘴龍被錯誤描述成生存於白堊紀晚期，約8500萬年前，生態習性類似飛行的食人魚，並擁有驚人的嗅覺，可在數百呎外偵測到血的氣味。一群蛙嘴龍在數分鐘內將一個屍體的肉塊迅速剝下、吞食完畢。但上述行為屬於節目的編排、推論，實際上蛙嘴龍可能是食蟲動物，類似現代蟆口鴟。在《遠古入侵》第五季的第五集，蛙嘴龍再度出現。